# Caenurgina conspicua
Caenurgina conspicua är en fjärilsart som beskrevs av Smith. Caenurgina conspicua ingår i släktet Caenurgina och familjen nattflyn. Inga underarter finns listade i Catalogue of Life.